# Cantone di La Salvetat-Peyralès
Il Cantone di La Salvetat-Peyralès era una divisione amministrativa dell'arrondissement di Rodez.
A seguito della riforma approvata con decreto del 21 febbraio 2014, che ha avuto attuazione dopo le elezioni dipartimentali del 2015, è stato soppresso.

## Composizione
Comprendeva i comuni di:
- Castelmary
- Crespin
- Lescure-Jaoul
- La Salvetat-Peyralès
- Tayrac